# Aeroportul Sparta/Fort McCoy
Aeroportul Sparta/Fort McCoy (IATA: CMY, ICAO: KCMY, FAA LID: CMY) este un aeroport din Wisconsin, Statele Unite ale Americii.
Situat la o altitudine de 255 m, aeroportul dispune de 2 piste.

## Infrastructură

### Piste
Aeroportul dispune de 2 piste. Pista 01/19 are suprafața de asfalt și dimensiunile 4.114 picioare × 50 picioare. Pista 11/29 are suprafața de asfalt și dimensiunile 4.697 picioare × 100 picioare. 